# تفاح هولي
تفاح هولي (الاسم العلمي: Malus halliana) هي نوع نباتي يتبع جنس التفاح من الفصيلة الوردية.  